# La Chorrera
La Chorrera là một khu tự quản thuộc tỉnh Amazonas, Colombia. Thủ phủ của khu tự quản La Chorrera đóng tại La Chorrera Khu tự quản La Chorrera có diện tích ki lô mét vuông. Đến thời điểm ngày 28 tháng 5 năm 2005, khu tự quản La Chorrera có dân số 2828 người.